# Onthophagus danumensis
Onthophagus danumensis é uma espécie de inseto do género Onthophagus da família Scarabaeidae da ordem Coleoptera.

## História
Foi descrita cientificamente pela primeira vez no ano de 2009 por Ochi, Kon & Barclay.